# حيقل كيب
حيقل كيب أو طائر السكر كيب (الاسم العلمي: Promerops cafer)، هو أحد أنواع الطيور الثمانية المتوطنة في منطقة فنبوس الأحيائية في مقاطعتي كيب الغربية وكيب الشرقية في جنوب إفريقيا. وهو يتبع فصيلة الحيقليات.